# Dansen med Regitze
Dansen med Regitze er en Oscarnomineret dansk film fra 1989, instrueret af Kaspar Rostrup efter roman af Martha Christensen. Medvirkende er bl.a. Ghita Nørby, Frits Helmuth og Henning Moritzen.

## Medvirkende
- Frits Helmuth
- Ghita Nørby
- Mikael Helmuth
- Rikke Bendsen
- Henning Moritzen
- Michael Moritzen
- Anne Werner Thomsen
- Dorthe Simone Lang
- Henning Ditlev
- Kim Rømer
- Birgit Sadolin
- Nanna Møller
- Hans Henrik Clemensen
- Peter Zhelder
- Sylvester Zimsen
- Kirsten Rolffes
- Birgit Zinn
- Torben Jensen
- Poul Clemmesen
- Tove Maës

## Priser og nomineringer
Bodilpriser blev givet til Kaspar Rostrup (bedste film), Ghita Nørby (bedste kvindelige hovedrolle), Frits Helmuth (bedste mandlige hovedrolle), Henning Moritzen (bedste mandlige birolle) og Kirsten Rolffes (bedste kvindelige birolle). Herudover blev der givet en Robert til Kaspar Rostrup (bedste film), Ghita Nørby (bedste kvindelige hovedrolle) og Frits Helmuth (bedste mandlige hovedrolle). Den blev nomineret til en Oscar for bedste fremmedsprogede film.